# موسی ابومرزوق
موسی محمد ابومرزوق (زاده ۹ ژانویه ۱۹۵۱) سیاستمدار فلسطینی و از اعضای ارشد حماس است.

## اوایل زندگی و تحصیلات
والدین ابومرزوق اهل یبنه بودند. آنها پس از جنگ ۱۹۴۸ اعراب و اسرائیل پناهنده شدند و مجبور شدند به اردوگاه رفح در نوار غزه نقل مکان کنند. ابو مروزق در ۹ ژانویه ۱۹۵۱ در آنجا به دنیا آمد دبیرستان را در غزه به پایان رساند، تا سال ۱۹۷۶ در قاهره در رشته مهندسی تحصیل کرد و سپس در خلیج فارس به دنبال کار گشت. او تحصیلات خود را در آمریکا با اخذ مدرک کارشناسی ارشد در رشته مدیریت ساخت از دانشگاه ایالتی کلرادو ادامه داد.
ابو مرزوق حداقل ۱۴ سال در ایالات متحده زندگی کرد و در سال ۱۹۹۰ کارت سبز گرفت. وی متأهل و دارای شش فرزند است.

### استنادات
1. 1 2 3 4 5  "Senior Hamas leader: Israel exists". Ynet. 20 February 2006.
2. ↑  Larry Cohler-Esses (19 April 2012). "Hamas Wouldn't Honor a Treaty, Top Leader Says". The Forward.
3. ↑  Greenhouse, Steven (1995-07-28). "U.S. DETAINS ARAB TIED TO MILITANTS". نیویورک تایمز. Archived from the original on 2015-05-26. Retrieved 1 November 2023.